# Arthur Ransome
Vous pouvez aider à l'améliorer ou bien discuter des problèmes sur sa page de discussion.
- Il ne cite pas suffisamment ses sources. Vous pouvez indiquer les passages à sourcer avec {{référence nécessaire}} ou {{Référence souhaitée}}, et inclure les références utiles en les liant aux notes de bas de page. (Marqué depuis décembre 2018)
- Il n’est pas rédigé dans un style encyclopédique. (Marqué depuis décembre 2018)

- Archive Wikiwix
- Bing
- Cairn
- DuckDuckGo
- E. Universalis
- Gallica
- Google
- G. Books
- G. News
- G. Scholar
- Persée
- Qwant
- (zh) Baidu
- (ru) Yandex
- (wd) trouver des œuvres sur Wikidata

Pour les articles homonymes, voir Ransome.
Œuvres principales
Série des Hirondelles et Amazones (en)
Compléments
- Arthur Ransome Club (en) au Japon
- The Arthur Ransome Society (en) en Angleterre
- l'astéroïde (6440) Ransome a été nommé d'après lui

Arthur Michell Ransome, né le 18 janvier 1884 à Leeds et mort le 3 juin 1967 à Grand Manchester, est un écrivain et journaliste anglais, surtout connu pour sa collection de livres pour enfants Hirondelles et Amazones. Ces livres content les aventures d'enfants qui passent leurs vacances scolaires au Lake District et The Broads, pour y naviguer, camper et pêcher. Les livres furent si populaires qu'ils furent à la base d'une industrie touristique autour de Windermere et Coniston Water, les deux lacs que Ransome a utilisés comme base pour son lac fictif du Nord de l'Angleterre.
Il a également écrit sur la vie littéraire de Londres, et sur la Russie de la période de la révolution de 1917.
En 1936, Ransome reçoit la première médaille Carnegie de l'Association des bibliothécaires pour Pigeon Post et en 1953, l'ordre de l'Empire britannique.

## Biographie
Arthur Ransome est le fils de Cyril Ransome (1851-1897) et Edith Baker Boulton (1842-1944). Aîné d’une fratrie de quatre enfants, il a deux sœurs, Cicely et Joyce, et un frère, Geoffrey, tué lors de la Première Guerre Mondiale.
Il est né à Leeds, au 6 Ash Grove, dans le quartier de Hyde Park (une plaque bleue indique la porte de sa maison). Son père est professeur d'histoire au Yorkshire College (l'université de Leeds). La famille passe régulièrement ses vacances à Nibthwaite, dans la région des Lacs, et connaît bien le sommet du Coniston Old Man depuis son enfance. La mort prématurée de son père en 1897 le marque durablement. Sa mère le soutient dans ses projets d'écriture et l'encourage.
Il fait des études à Windermere, puis à la Rugby School, où il rencontre Lewis Carroll, mais n'apprécie pas l'expérience en raison de sa mauvaise vue, de son manque de compétences sportives et de ses résultats scolaires limités. Il étudie la chimie au Yorkshire College, l'université de son père.
Ransome épouse Ivy Constance Walker en 1909 avec laquelle il a une fille, Tabitha. 
En 1913, Ransome quitte sa première femme et sa fille et part en Russie pour étudier le folklore. En 1915, parait son unique roman complet, hormis la série des Hirondelles et des Amazones, intitulé  L'Élixir de vie. Il publie l'année suivante les Contes russes du vieux Pierre, un recueil de 21 contes populaires russes.
Après le début de la Première guerre mondiale, en 1914, il devint correspondant à l'étranger pour le Daily News et couvrit la guerre sur le front de l'Est. Il couvrit également la révolution russe de 1917 et sympathisa avec la cause bolchevique, se liant d'amitié avec plusieurs de ses dirigeants, dont Vladimir Lénine, Léon Trotski et Karl Radek. Ransome fut également informateur des services secrets britanniques, qui lui ont attribué le nom de code S.76 dans leurs dossiers. Après l'intervention alliée, il reste dans les États baltes et construisit un yacht de croisière, le Racundra. Il écrira un livre à succès relatant ses expériences, La Première Croisière du Racundra.
Divorcé en 1924, il se remarie la même année avec Evguenia Chelepina, la secrétaire de Trotski.
Sa sœur, Marjorie Edith Joyce (1892-1970), se marie avec Huigh Ralph Lupton âgé d’un an de plus, fils du maire de Leeds, Hugh Lupton. Ils ont ensemble quatre enfants dont Arthur Ralph Ransome Lupton (1924-2009) en l’honneur du célèbre oncle littéraire du garçon. Les enfants de Hugh et Joyce partageaient avec leur famille élargie un amour de la nature et des milieux humides. Lorsqu'ils étaient chez eux à Leeds, les enfants partageaient également une gouvernante avec leur cousin germain, Peter Francis Middleton (1920-2010), grand-père de Catherine, duchesse de Cambridge.
Ransome meurt à Manchester en 1967. Lui et son épouse Evguenia sont enterrés dans le cimetière de l'église Saint Paul à Rusland - un village de Westmorland and Furness situé dans le comté de Cumbria, dans le sud de la région des Lacs. Son autobiographie, incomplète, est publiée à titre posthume en 1976, sous la direction de Rupert Hart-Davis.

### Carrière d’écrivain
Après un an au Yorkshire College, il abandonne ses études et part à Londres pour devenir écrivain. Il accepte des emplois mal rémunérés comme assistant de bureau dans une maison d'édition ou comme rédacteur en chef d'un magazine en faillite, Temple Bar Magazine, tout en écrivant et en devenant un membre de la scène littéraire de Londres.
The Nature Books for Children, une série de livres pour enfants commandée par l'éditeur Anthony Treherne sont publiés partiellement avant la faillite de l'éditeur. Ils sont actuellement disponibles sur le site All Things Ransome.
Dans son premier livre publié, Bohemia in London (1907), Ransome présente l'histoire des communautés littéraires et artistiques bohémiennes de Londres, qu'il a connues dès 1903, grâce au poète japonais Yone Noguchi et au peintre Yoshio Markino.
Il écrit ensuite des biographies et critiques littéraires, en particulier sur Edgar Allan Poe en 1910 et Oscar Wilde en 1912. Ce dernier livre lui vaut un procès en diffamation avec Lord Alfred Douglas.
L'action de son éditeur, Charles Granville, s'est ajoutée aux 13 mois d'attente du procès de Ransome, ce qui a démoralisé Ransome. Oscar Wilde, une étude critique avait été préparée sous la direction de l'éditeur Martin Secker, mais Granville avait promis de meilleurs rendements et un revenu garanti et constant. Secker a accepté de libérer les droits, et Ransome a remis Poe et Wilde à Granville. Le travail sur Wilde a bien été accueilli et réussi, en cours d'exécution de huit éditions, mais Ransome a obtenu peu en retour ; en 1912 Granville a été accusé de détournement de fonds et a fui le pays, laissant Ransome lutter pour s'inscrire en tant que créancier de Granville de l'entreprise ruinée. De plus, sa négligence à l'égard de sa santé (il souffrait d’ulcère d'estomac) avait été exacerbée par la pression de la défense de l'action en justice.
Ransome avait également travaillé sur une biographie littéraire similaire de Robert Louis Stevenson, mais celle-ci a été abandonnée avec le manuscrit de la première ébauche et n'a été redécouverte qu'en 1999. Il a ensuite été édité et finalement publié près d'un siècle plus tard en 2011 sous le titre d'Arthur Ransome Long-lost Study of Robert Louis Stevenson.

#### Journaliste étranger
En 1913, Ransome quitte sa femme et sa fille pour se rendre en Russie, afin d’étudier le folklore russe. En 1915, il publie son seul roman intégral, The Elixir of Life (Methuen, Londres), romance gothique sur la rencontre entre un jeune homme et un alchimiste qui a découvert un élixir de vie dont les pouvoirs doivent être renouvelés par l'effusion du sang humain. Il publie aussi en 1916 Old Peter's Russian Tales, une collection de 21 contes populaires de Russie.
Après le début de la Première Guerre mondiale, en 1914, Arthur Ransome devient correspondant à l'étranger et couvre la guerre sur le front pour un journal radical le Daily News. Il a également couvert les révolutions russes de 1917 et en est venu à sympathiser avec la cause bolchévique et à devenir personnellement proche d'un certain nombre de ses dirigeants, y compris Vladimir Lénine, Leon Trotsky et Karl Radek. Il rencontra la femme qui allait devenir sa seconde épouse, Evguenia Chelepina, qui travaillait comme secrétaire personnelle de Trotsky.
Ransome a fourni certains renseignements aux autorités britanniques et au MI5 britannique, ce qui lui a donné le nom de code « S.76 » dans leurs dossiers. Bruce Lockhart a dit dans ses mémoires : "Ransome était un Don Quichotte à la moustache de morse, un sentimental sur lequel on pouvait toujours compter pour défendre les opprimés, et un visionnaire dont l'imagination avait été stimulée par la révolution. En octobre 1919, Ransome rencontra Reginald Leeper, du Département du renseignement politique du Foreign Office, qui menaça de le dénoncer, à moins que Ransome ne soumette en privé ses articles et conférences publiques pour approbation. Le MI5, (service de sécurité britannique), soupçonnait Ransome et son collègue journaliste, M. Philips Price, d'être une menace en raison de leur opposition à l'intervention des Alliés dans la guerre civile russe.
Lors d'une de ses visites au Royaume-Uni, les autorités l'ont fouillé, interrogé et menacé de l'arrêter.
En octobre 1919, alors que Ransome rentrait à Moscou pour le Manchester Guardian, le ministre estonien des Affaires étrangères, Ants Piip, le chargea de présenter une proposition secrète d'armistice aux bolchéviks. À cette époque, les Estoniens menaient leur guerre d'indépendance aux côtés du mouvement blanc des forces contre-révolutionnaires. Après avoir traversé les lignes de bataille à pied, Ransome passa le message, qui, pour préserver le secret, n'avait pas été écrit et ne dépendait pour son autorité que de la haute estime personnelle dans laquelle il était détenu dans les deux pays, au diplomate Maxim Litvinov à Moscou. Pour donner une réponse, qui acceptait les conditions de paix de Piip, Ransome devait revenir par les mêmes moyens risqués, mais maintenant, il avait Evgenia avec lui. L'Estonie s'est retirée du conflit et Ransome et Evgenia se sont installés ensemble dans la capitale Reval (Tallinn).
Après l'intervention des Alliés, Ransome reste dans les pays baltes et construit un yacht de croisière, le Racundra. Il a écrit un livre à succès sur ses expériences, Racundra's First Cruise. Il rejoint à son tour l'équipe du Manchester Guardian, en Russie et dans les pays baltes. Après son divorce, il épousa Evgenia et l'emmena vivre en Angleterre, où il continua d'écrire pour The Guardian, souvent sur les affaires étrangères, et d'écrire la chronique "Country Diary" sur la pêche. Au retour des Ransomes en Angleterre, le Racundra fut vendu à l'auteur de yachting Kaines Adlard Coles, qui l'a ramené en Angleterre.

## Hirondelles et Amazones
À la fin des années 20, Arthur Ransome refuse un poste de journaliste à l’étranger à plein temps proposé par le quotidien The Guardian, raison pour laquelle il se rend dans la région des lacs qui se trouve au Nord-Ouest de l’Angleterre [the Lake District]. Au lieu de cela, il écrit Hirondelles et Amazones [Swallows and Amazons] en 1929, première série des plus fructueuses du récit britannique pour la jeunesse dans l’entre-deux-guerres.

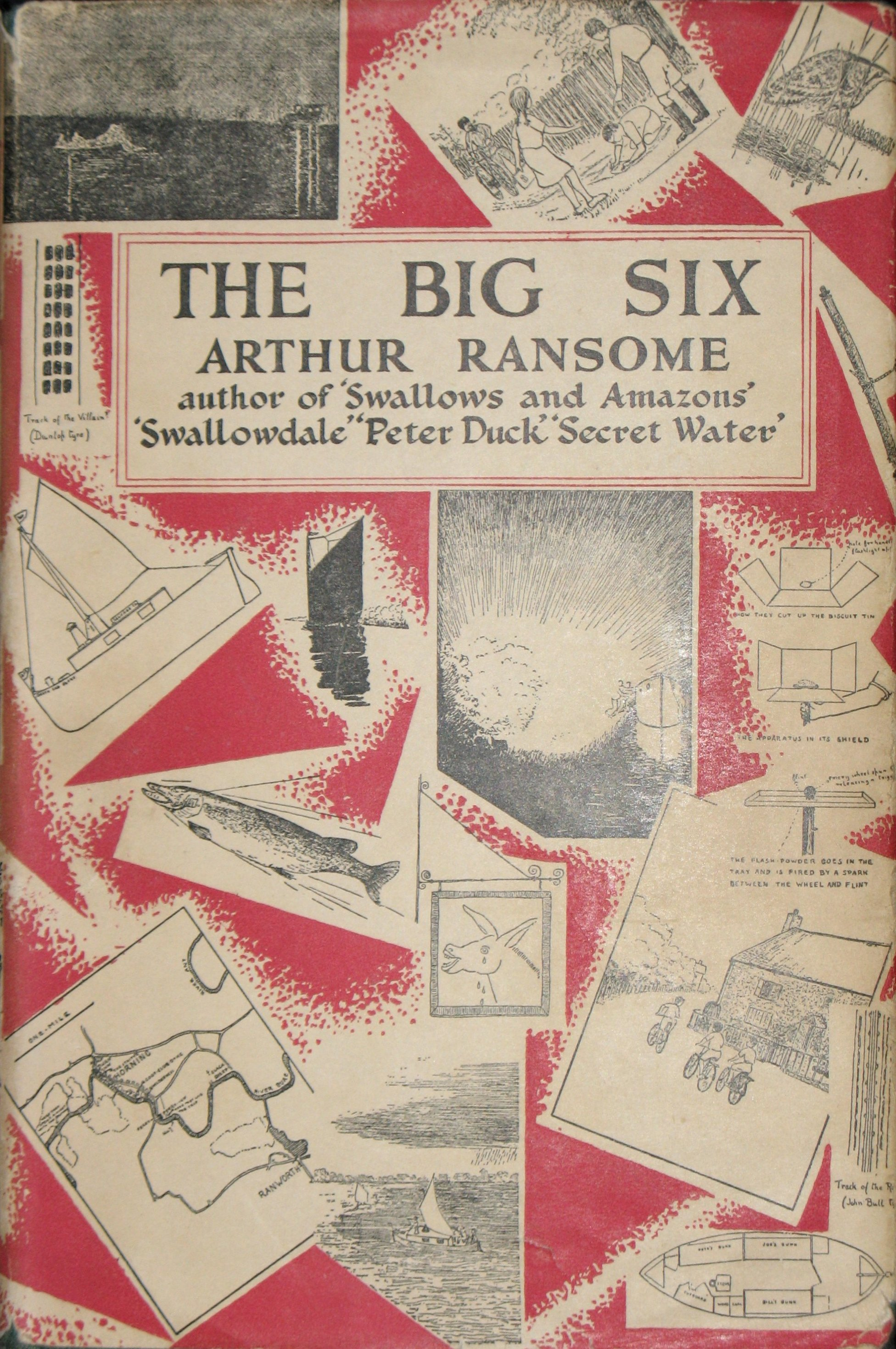
les thomes

Dans son livre, Arthur Ransome s’est en partie basé sur l’histoire des jeunes randonneurs de la famille Altounyan [les « Swallows »] : il a très longtemps été ami avec la mère, (Dora, qui deviendra plus tard Mme Altournyan) ainsi que les parents de l’artiste britannique CollingWood. Plus tard il renia toute affection amicale, en prétendant qu’il n’avait donné le nom de Altounyan à son propre personnage ; il paraissait bouleversé de voir que les gens ne voyaient pas les personnages comme des créations originales mais comme des acteurs qui existait vraiment.
L’écriture d’Arthur Ransome est particulière de par la description fine et précise de chaque activité. Il utilise de nombreuses caractéristiques existantes provenant de paysages du Lake District tout en imaginant sa propre vision de l’espace en mixant imagination et réalité, chaque description de lieu à sa manière. Il a apporté quelques modifications dans quatre de ses livres lors d’un séjour à East Anglia, il a pu utiliser les cartes dessinées dans les livres afin de décrire le réel graphisme régional.
Dans son propre intérêt de naviguer sur la mer du Nord et s’arrêter sur les côtes pour vidanger son voilier, Ransome garnit ses descriptions et les remplis des détails exempts.
C’est en effet ce que l’on remarque dans son livre Nous ne voulions pas aller en mer (We didn’t mean to go to sea) livre numéro sept dans sa série Hirondelles et Amazones, où il juxtapose le personnage fictif Goblin avec son propre Bateau Nancy blackett (qui à son tour prend son appellation d’un des personnages de la série).
Deux ou trois livres de la série Hirondelles et Amazones détiennent des pavés de descriptions réalistes. Le concept original de Peter Duck fut une histoire inventée par les enfants eux-mêmes, il apparaît dans le volume précédent - deuxième livre de la série - Swallowdale, comme un personnage que les enfants ont créé, mais Ransome a laissé tomber l'avant-propos de l'explication de Peter Duck avant qu'il ne soit publié. Bien que relativement simple, l'histoire, ainsi que sa suite tout aussi irréaliste et ostensible Missee Lee représente la série la plus fantastique de toute. En tant que journaliste étranger Ransome effectue un séjour en Chine et s’inspire de l'environnement pour produire Missee Lee, grâce auquel Hirondelles et les Amazones fait le tour du monde à bord de la goélette Wild Cat de Peter Duck. Avec le capitaine Flint (l'oncle des Amazones Jim Turner), ils deviennent les prisonniers des pirates chinois.
Hirondelles et Amazones est si populaire que de nombreux écrivains se sont inspirés de sa façon d’écrire et particulièrement les deux écoliers Pamela Whitlock et Katharine Hull, qui écrivirent The Far-Distant Oxus, une histoire d'aventure sur Exmoor. Pamela Whitlock envoya un des manuscrits à Arthur Ransome en Mars 1937 en persuadant son éditeur Jonathan Cape de le produire car selon lui, « ce serait le meilleur des livres pour enfants des années 1937 ».

### Voyages maritimes

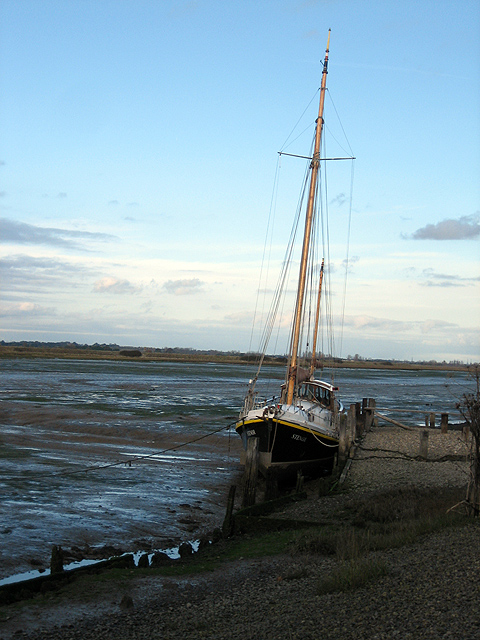
Un des bateaux d'Arthur Ransome

Après la vente de Racundra en 1925 (elle devint Annette II, propriété de Coles), Ransome devint propriétaire de cinq autres yachts de croisière (en plus de la location occasionnelle, du prêt ou de la voile d'essai). Son yacht suivant fut le Nancy Blackett, construit dans les collines, dont il fut propriétaire de 1935 à 1938. Il a d'abord été nommé Spindrift lors de sa mise à l'eau en 1931.
Puis vint Selina King, un cotre de 35 pieds 12 tonnes avec une poupe de canot, conçu par Frederick Shepherd et construit au chantier Harry Kings à Pin Mill en 1938.
Après la guerre, il commande un ketch à Laurent Giles, de nouveau construit à Pin Mill par Harry King : Peter Duck. Elle lui a appartenu de 1947 à 1949 ; sa conception a été à la base d'une classe dont plus de 40 ont été construits.
En juillet 1951, il aperçoit le Norvad, un yacht de cinq tonnes et demie à cockpit central Hillyard. Avec Evgenia, il a fait un essai en Norvad le mois suivant dans un fort vent de mer. Ils ont décidé d'en acheter un, et le nommer Lottie Blossom, puis ont commandé un modèle pour le salon nautique de cette année-là. Avec une liste de choses qu'ils voulaient faire pour modifier le bateau sous le pont par rapport au modèle de série standard, le bateau a été mis à l'eau le 1er avril 1952. Les problèmes de santé de Ransome ont retardé leur première traversée au 15 avril.
En décembre 1952, il vendit Lottie Blossom à Sir William Paul Mallinson sous la condition particulière de conserver le nom d’origine.
Lottie Blossom II a suivi au début de l'année suivante, en utilisant le même design de coque, mais avec un cockpit arrière et une barre à roue. Ils ont eu deux saisons très heureuses avec elle, naviguant confortablement seuls, dont deux voyages à Cherbourg. Le deuxième voyage, en 1954, à l'âge de 70 ans, devait être le dernier long passage de Ransome.

## Prix et diffusion de l'œuvre

- 1936 : médaille Carnegie pour Pigeon Post[1]
- Master of Arts honorifique de l’université de Durham
- Docteur ès lettres de l’université de Leeds[2].

Ses livres ont été publiés en plusieurs langues. Leur célébrité suscite la création de divers clubs portant le nom de l'auteur, au Royaume-Uni (1990) mais aussi en République tchèque et au Japon (1997). 
Un astéroïde porte également son nom (6440) Ransome.

## Bibliographie

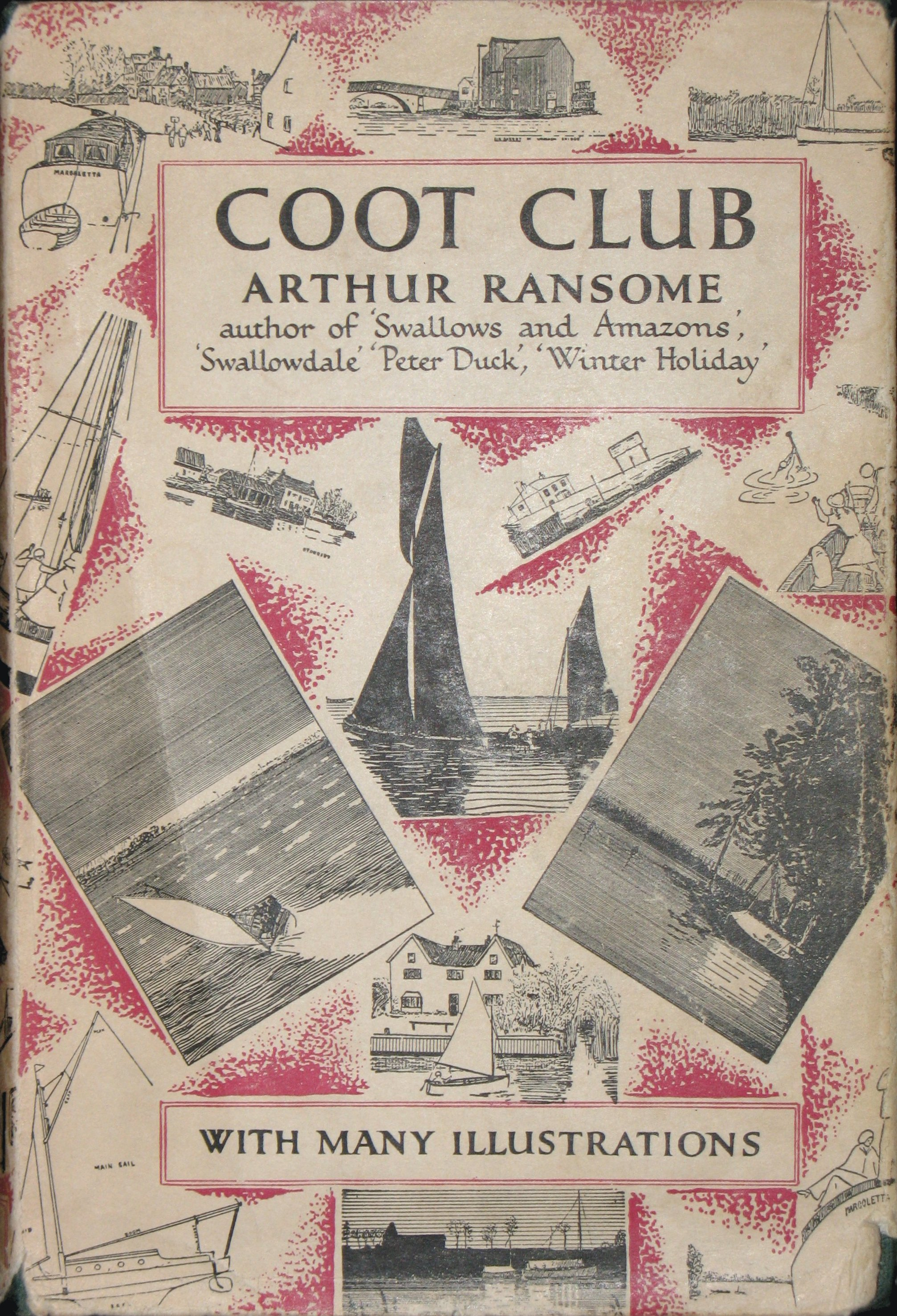
Couverture de Coot Club (1934).